# Fandango (1985)
Fandango ist ein Roadmovie aus dem Jahr 1985.
Fandango basiert auf einem 30-minütigen schwarz-weißen Studentenfilm mit dem Titel Montezuma's Revenge (Montezumas Rache) von Regisseur Kevin Reynolds, den er während seiner Zeit als Student bei „USC Film“ gedreht hat.
Steven Spielberg sah den Film und trieb das Geld auf, um einen abendfüllenden Spielfilm zu drehen. Das Thema des Films sind fünf Studenten aus Texas im Jahr 1971, die einen letzten gemeinsamen „Ausflug“ unternehmen, um das „Privileg der Jugend“ zu feiern, als sie vor dem Ernst des Lebens stehen, ihrem Abschluss an der Uni, Heirat und die Einberufung als Soldaten für den Vietnam-Krieg.
Regie führte Kevin Reynolds, die bekanntesten Schauspieler sind Kevin Costner, Judd Nelson und Sam Robards. Der Film wurde am 25. Januar 1985 von Warner Bros. und Amblin Entertainment veröffentlicht. Die DVD erschien am 15. Februar 2005.
Gedreht wurde der Film überwiegend im US-Bundesstaat Texas, (so z. B. Big-Bend-Nationalpark, Lajitas, Fort Davis, San Elizario, Monahans). Ein Teil des Films spielt in Tulsa, Oklahoma.

## Handlung
Die Party
Es ist 1971 im Haus einer Fraternity (dt. Studentenverbindung) auf dem Gelände der Universität von Texas in Austin, Texas. Die erste Einstellung des Films zeigt Gardner Barnes (Kevin Costner), wie er Dartpfeile auf ein Foto seiner Ex-Freundin (Suzy Amis) wirft. Nachdem er das Foto zerrissen hat, geht er zur Party im Erdgeschoss zurück, auf der er mit Freunden den Studienabschluss feiert.
Die Groovers
Gardner ist ein Mitglied einer Clique mit dem Namen „Groovers“, bestehend aus Kenneth Waggener (Sam Robards), der bald heiraten wird, Phil Hicks (Judd Nelson), dessen Eltern ihn gleich besuchen kommen, gerade rechtzeitig, um einen anderen Groover ohnmächtig werden zu sehen, und zwar Lester (Brian Cesak), der es auch für fast den Rest des Films bleiben wird, und der extrem schweigsame Student Dorman (Chuck Bush).
Der Ausflug
Kenneth unterbricht die Festivitäten mit der Ankündigung, dass seine Freistellung als Student ausgelaufen ist und er nun zur Armee eingezogen wird. Gardner ist nicht überrascht, er hat seine Einberufung Wochen vorher erhalten. Die Groovers entscheiden, ihre letzten Tage vor der Einberufung zu feiern, in dem sie einen Ausflug unternehmen, in der Absicht, bei einer berüchtigten Kneipe Halt zu machen und jemanden – oder etwas – mit Namen „Dom“ auszugraben, das unter einem Felsbrocken am Ufer des Rio Grande begraben liegt.
Die Groovers fahren die ganze Nacht, bevor sie eine Pause einlegen. Vor allem Phil weigert sich nun, weiterzufahren, aber Gardner zwingt sie dazu. Kenneth eröffnet bald darauf, dass er sich entschieden hat, seine Verlobung zu lösen, weil er zum Kriegsdienst eingezogen wird. Gardner reagiert (seltsamerweise) mit Freude und Erleichterung, aber dann geht Phils Auto, einem 1959 Cadillac Series 62 Four-Door Hardtop, das Benzin aus und die Groovers müssen sich entscheiden, ob sie zur nächsten Stadt laufen oder per Anhalter fahren.
Der Zug
Phil besteht darauf, sein Auto nicht zurückzulassen, als jemand eine Idee hat: ein Zug ist kurz davor, auf der parallel zur Straße verlaufenden Eisenbahnstrecke vorbeizufahren. Dorman schnappt sich ein als Absperrung dienendes Drahtseil und formt ein Lasso. Er befestigt das andere Ende an der vorderen Stoßstange des Cadillacs, als der Zug vorbeifährt. Dorman wirft das Lasso um einen Puffer am Ende des Zuges. Die Groovers sitzen im Auto, wartend, als Kenneth fragt: „Wie sollen wir bremsen?“. Aber die Frage wird beantwortet, indem die Stoßstange – und der Kühlergrill, und die Motorhaube, und sogar die ganze Frontpartie – weggerissen werden, während das Auto stehen bleibt.
Der Zwischenstopp
Die Groovers schaffen es gerade, das Auto zur nächsten Stadt zu schieben, geben es in der Werkstatt ab, wo es nicht vor dem nächsten Morgen repariert wird, und essen einen Happen im Sonic Drive-In. Sie lernen einige junge „Früchtchen“ kennen (eine wird von Elizabeth Daily gespielt) und kommen beim Herumstreunen zum Grabstein eines gefallenen Vietnam-Veteranen.
Kenneth sagt „ich kann nicht (nach Vietnam) gehen“. Gardner antwortet „dann tu es nicht“. Später in dieser Nacht landen sie zum Schlafen bei den früheren Kulissen für die Dreharbeiten des Films „Giganten“.
Der Fallschirmsprung
Der Cadillac ist am nächsten Morgen repariert (allerdings passt der neue Vorderbau überhaupt nicht zum Auto) und die Groovers setzen ihren Weg fort. Phil meckert, dass er zurückfahren möchte und dass er denkt, dass Gardner versucht, nach Mexiko zu flüchten, um sich der Einberufung zu entziehen – als Kenneth ihn verärgert anschreit. In diesem Moment beichtet Gardner, dass sie Phil nur mit ihnen abhängen lassen, weil er ihnen leid tut. Gedemütigt erwidert Phil, dass er zu jeder Zeit jede Herausforderung annehmen würde. In diesem Moment sehen die Jungs eine Werbetafel für eine Flugschule, die Unterricht für Fallschirmsprünge anbietet. Phil erklärt sich widerwillig einverstanden.
Gardner legt den Ausbilder, den Hippie Truman Sparks (Marvin J. McIntyre), herein, damit sie eine Freistunde bekommen. Phil fühlt sich schrecklich, aber steigt trotzdem in Trumans Flugzeug. Erst dann merken die Jungs, dass im Fallschirm von Phil nur Trumans schmutzige Wäsche steckt. Sie versuchen verzweifelt, ihn zu warnen (es gibt keine Funkverbindung zum Flugzeug), aber es funktioniert nicht. Zum Glück sind Truman und Phil mit Walkie-Talkie verbunden, und wenn der Hauptfallschirm versagt, kann Phil, vor Schreck erstarrt, den Reserveschirm an seinem Bauch dank Trumans Anleitung öffnen. Die Groovers erhalten ein Erinnerungsfoto für ihren Erfolg und Phil findet einen Teil seines verletzten Stolzes wieder.
Der Dom
Nachdem sie die verkohlten, verlassenen Rest der Kneipe entdeckt haben, fahren die Groovers weiter Richtung Dom. Sie schaffen es bis zum Rio Grande und graben Dom aus – der sich als Magnum-Flasche des Champagners Dom Pérignon entpuppt. Jeder Groover trinkt einen Schluck, bevor Gardner einen Trinkspruch für „Freiheit und Jugend“ über den Rio Grande schreit und nach einem Schluck die Flasche hinabwirft. Die Groovers fühlen sich wunderbar dabei, sogar Phil.
Die Hochzeit
Aber Kenneth ist niedergeschlagen: er zweifelt daran, dass er die Verlobung gelöst hat. Während er ein bisschen über die Natur der Liebe grübelt, entscheidet Gardner sich, die Dinge zurechtzurücken. Er ruft Debbie an, bringt sie dazu, den Heiratsantrag erneut anzunehmen, und arrangiert ihren Transport von Dallas zur Grenzstadt: Truman Sparks erklärt sich bereit, hin und zurück zu fliegen. Als Truman und Debbie zurückkommen, bemerkt Phil etwas Interessantes: Debbie ist niemand anderes als Gardners Ex-Freundin.
Mit ein bisschen Trickserei organisiert Gardner eine wundervolle Hochzeit für Kenneth und Debbie. Debbie und Gardner geben sich einen letzten Kuss, bevor sie geht. An diesem Abend, nach der Zeremonie, schenkt Phil Kenneth und Debbie sein Auto als Hochzeitsgeschenk.
Der Abschied
Lester versucht eine Mitfahrgelegenheit nach „irgendwo“ zu finden und Phil und Dorman schütteln sich die Hände, bevor sie sich verabschieden. Auf der mexikanischen Seite des Rio Grande hebt Gardner ein Bier zum Gruß an seine Freunde, in Sicherheit vor der Einberufung.

## Kritik
Lexikon des internationalen Films: Mit lakonischem Witz erzählte Komödie mit melancholischen Untertönen, die trotz einiger derber Dialogszenen zur Auseinandersetzung mit Jugend, Reife und Freundschaft anregt.

## Sonstiges
Bei Youtube sind unter den Titeln Fandango Deleted Scene 1 (bzw. 2 und 3) Filmschnipsel zu finden, die in der Kinoversion nicht veröffentlicht wurden.
- „Fandango Deleted Scene 1“ zeigt eine Auseinandersetzung mit Motorradrockern.
- „Fandango Deleted Scene 2“ zeigt eine Szene an einem See, in dem die Groovers baden.
- „Fandango Deleted Scene 3“ zeigt eine Diskussion der Groovers über den weiteren Verlauf der Reise unter den Kulissen von „Giganten“.